# Real Bout Fatal Fury
Real Bout Fatal Fury é um jogo eletrônico produzido pela SNK lançado em 26 de janeiro de 1996 tanto no Japão quanto na America do Norte, tendo sido disponibilizado também para a plataforma Playstation e Playstation 3. Mais  tarde o game também foi disponibilizado para a plataforma Nintendo Wii. É o quarto episódio canônico da série e o quinto lançado.

## História
Após a última batalha, Geese Howard havia obtido os pergaminhos dos irmãos Jin durante a confusão. Apesar de reconhecer o poder deles, Geese Howard não tem utilidade para eles e manda Billy Kane os queimar. Renascido das trevas, Geese toma o controle de South Town mais uma vez e organiza um novo torneio de artes marciais The King of Fighters, para mostrar quem é que manda naquela cidade.
O elenco é o mesmo de Fatal Fury 3: Road to the Final Victory, com as adições de Geese Howard, Ryuji Yamazaki, os irmãos Jin (Chonshu e Chonrei) como personagens jogáveis (no jogo anterior, eles eram apenas controlados pela CPU), mais Duck King, Kim Kaphwan e Billy Kane, totalizando 16 personagens.
O sistema de jogo é o de 3 linhas do anterior, com uma linha central de lutas, e duas auxiliares, aonde pode se escapar de golpes e contra atacar dali. A mecânica em si, foi simplificada em relação a Fatal Fury 3, para garantir uma maior fluência das lutas.